# Episodi di Hunters (seconda stagione)
La seconda e ultima stagione della serie televisiva Hunters, composta da 8 episodi, è stata interamente pubblicata dal servizio on demand Prime Video il 13 gennaio 2023, nei paesi in cui il servizio è disponibile.
Insieme agli episodi, sono stati caricati su Prime Video anche tre mini web-episodi extra: il primo è il trailer di un fittizio film con protagonista Lonny Flash, il secondo rivela che il personaggio di Georges (il braccio destro di Chava) era già alla ricerca dei Cacciatori, mentre il terzo mostra l'evasione di Travis, che nella stagione viene solo lasciata intendere.
| nº | Titolo originale                                   | Titolo italiano                                              | Pubblicazione   |
| -- | -------------------------------------------------- | ------------------------------------------------------------ | --------------- |
| 1  | Van Glooten's Day 1972 Butter Sculptor of the Year | Giornata di Van Glooten del 1972 scultore di burro dell'anno | 13 gennaio 2023 |
| 2  | Buenos Aires                                       | Buenos Aires                                                 | 13 gennaio 2023 |
| 3  | Duck. Quail. Goose. Crow.                          | Oca. Quaglia. Anatra. Corvo.                                 | 13 gennaio 2023 |
| 4  | The Fare                                           | Il prezzo                                                    | 13 gennaio 2023 |
| 5  | Blutsbande                                         | Blutsbande                                                   | 13 gennaio 2023 |
| 6  | Only the Dead                                      | Solo i morti                                                 | 13 gennaio 2023 |
| 7  | The Home                                           | La casa                                                      | 13 gennaio 2023 |
| 8  | The Trial of Adolf Hitler                          | Processo ad Adolf Hitler                                     | 13 gennaio 2023 |

## Giornata di Van Glooten del 1972 scultore di burro dell'anno
- Titolo originale: Van Glooten's Day 1972 Butter Sculptor of the Year
- Diretto da: Phil Abraham
- Scritto da: David Weil

### Trama
New York, 1975. Due anni prima della morte di Meyer veniamo a conoscenza di come sia arrivato a creare il gruppo dei Cacciatori.
Parigi, 1979. Due anni dopo che una missione fallita in Spagna ha disperso i Cacciatori, Jonah, che vive una doppia vita a Parigi con la fidanzata Clara, in un bordello stana Biff Simpson il quale gli promette di portarlo da Hitler in Argentina se lo lascerà vivo ma Jonah, in un momento di agitazione quando entra la titolare del motel, gli spara uccidendolo. 
La Morris continua la sua missione di cattura di vecchi nazisti rifugiatisi negli USA:  dopo due anni di lunghe ricerche la poliziotta ferma il finto vescovo Christian Prentz alias padre Balkus responsabile di diversi crimini in Lituania. Il sacerdote però viene rilasciato per mancanza di prove schiaccianti e così la poliziotta si presenta a casa sua e, davanti al suo rifiuto di confessare con un registratore, gli spara a bruciapelo, uccidendolo.

## Buenos Aires
- Titolo originale: Buenos Aires
- Diretto da: Phil Abraham
- Scritto da: David Weil e David J. Rosen

### Trama
1975.
Meyer arruola Joe Mizushima per iniziare a dare la caccia ai nazisti nascosti negli USA.
1979
Jonah si presenta a casa di Millie Morris dicendo che è sulle tracce di Hitler sostenendo sia vivo e che, con l’identità di Erik Tolman, abbia raggiunto Buenos Aires partendo da Genova a bordo di una nave delle industrie Essen di Klaus Rhinehart, finanziatore dei nazisti e diventato successivamente capo delle industrie di acciaio argentine. La Morris accetta di collaborare con Jonah e insieme riuniscono i Cacciatori: Lonny Flash nel frattempo è diventato un attore, Roxy Jones fa la pittrice a Marsiglia, Mindy vive a New York mentre Harriet è tornata suora e vive in Austria. Il gruppo riunito raggiunge quindi Buenos Aires alla ricerca di Klaus Rhinehart. In un teatro i Cacciatori stanno per mettere le mani sull’uomo e su un suo mediatore quando vengono bloccati da alcuni misteriosi personaggi capeggiati da Harriet che stava facendo il doppio gioco.
Travis Leich intanto è tornato in libertà e raggiunge il Colonnello in Argentina la quale gli fa capire di volerlo al suo fianco e di voler mettere da parte Hitler poiché non ha più una visione per il futuro.

## Oca. Quaglia. Anatra. Corvo.
- Titolo originale: Duck. Quail. Goose. Crow.
- Diretto da: Sam Taylor-Johnson
- Scritto da: David J. Rosen

### Trama
I Cacciatori sono stati presi in ostaggio da un altro gruppo di cui fa parte Harriet e che ha il loro stesso obiettivo, quello di arrivare a Hitler. Klaus Rhinehart sotto tortura racconta che solo una persona conosciuta come “il Corvo” è in contatto con Hitler e che si sarebbe dovuto incontrare con un suo mediatore. Chava, colei che si presenta come capo del nuovo gruppo, propone a Jonah di collaborare raccontandogli di essere la sorella di Ruth, sua nonna, e creduta morta in un campo di concentramento da tutti i suoi conoscenti. Il nuovo gruppo di Cacciatori decide di rintracciare il Corvo andando all’appuntamento al posto del mediatore di Rhinehart. In un hotel a Bariloche il gruppo stana il Corvo e Jonah lo uccide: si tratta però di una donna anziana nella cui borsa il ragazzo trova un biglietto di sola andata per Caieiras.
Hitler, ricevuta la notizia della morte del Corvo, dice a Joe di prepararsi ad uccidere i suoi vecchi amici.
1975.
Meyer riesce a trovare e uccide nel Connecticut Viktor Frondheim, uno dei pochi a conoscere la sua vera identità. Per questo crimine viene redarguito da Simon Wiesenthal il quale non è per nulla d'accordo che si stia facendo giustizia da solo e che questo lo porterà alla rovina.

## Il prezzo
- Titolo originale: The Fare
- Diretto da: Phil Abraham
- Scritto da: David J. Rosen, Daria Polatin e David Weil

### Trama
Carla ha scoperto che il suo ragazzo, che crede chiamarsi Sam, è andato a Buenos Aires, e non in Israele come le aveva detto, e lo raggiunge. Jonah le racconta solamente di aver raggiunto l’Argentina per ricongiungersi con la prozia che credeva morta da sempre. La ragazza insiste per conoscerla ma durante il pranzo scopre la verità sulla loro attività e scappa via. In albergo il gruppo viene attaccato da Joe e Travis. Il primo uccide, con un colpo in fronte, Georges, fedelissimo di Chava, e ferisce Roxy esitando in un primo momento per via del loro vecchio legame mentre Travis, dopo un conflitto a fuoco, rapisce Clara.
Meyer, dopo aver reclutato Joe e Lonny Flash, in Inghilterra convince anche la suora Harriet, che in realtà si chiama Rebecca, il cui padre era stato ucciso dai nazisti.

## Blutsbande
- Titolo originale: Blutsbande
- Diretto da: Tiffany Johnson
- Scritto da: Tatiana Suarez-Pico

### Trama
Mentre Lonny e Mindy portano Roxy in ospedale in tutta fretta, Jonah, Chava, Rebecca e Millie si dirigono in un villaggio fuori città alla ricerca di Clara. In una villa scoppia un conflitto a fuoco che vede morire diversi affiliati filo-nazisti compreso Travis, ucciso con un colpo in testa da un rinsavito Joe mentre voleva fuggire tenendo in ostaggio Clara. Il Colonnello è contrariata della situazione e affronta a muso duro Hitler che la colpisce con il calcio del suo fucile.
Berlino, 1976. Meyer ha raggiunto la capitale tedesca dove, fingendosi un turista, fa visita alla sorella Gertrude Zuchs entrando nel suo negozio. Al cimitero uccide un ragazzo che voleva arruolare nei Cacciatori: Thomas seguendolo aveva scoperto la sua vera identità leggendo i nomi dei suoi genitori sulla lapide.

## Solo i morti
- Titolo originale: Only the Dead
- Diretto da: Phil Abraham
- Scritto da: Haley Z. Boston e Tori Sampson

### Trama
I Cacciatori decidono di credere a Joe il quale promette di portarli da Hitler.
Il Colonnello intanto continua a scontrarsi con Hitler sulla leadership e sulla linea da portare avanti. Joe, attraverso un passaggio sotterraneo, porta i Cacciatori al complesso dove risiede Hitler protetto da diversi nazisti ma solo Jonah e Chava riescono ad entrare nella villa mentre gli altri si scontrano con i soldati del Führer. Chava si sacrifica venendo crivellata di colpi mentre Jonah riesce ad entrare e a chiudersi nel bunker seguendo Hitler. Una volta sceso, Jonah blocca Hitler che si sta per sparare alla testa e lo conduce nel tunnel.

## La casa
- Titolo originale: The Home
- Diretto da: David Weil
- Scritto da: David Weil

### Trama
Germania, 1942. Viene raccontata la vicenda di una coppia di anziani nazisti che nasconde in casa propria una famiglia di ebrei e, sospettati di ciò, ricevono la visita di numerosi gerarchi incaricati di stanare gli stessi.

## Processo ad Adolf Hitler
- Titolo originale: The Trial of Adolf Hitler
- Diretto da: Phil Abraham
- Scritto da: David Weil e Charley Casler

### Trama
1977.
Meyer e Ruth sono vicini allo stanare il negoziante Heinz Richter. L'anziana donna è contenta di aver ritrovato dopo tanti anni il suo amato ma qualcosa in lui non la convince del tutto. Meyer, consapevole di avere poco tempo prima di essere scoperto, chiama quindi Richter in forma anonima avvisandolo che una sopravvissuta lo sta cercando per ucciderlo e che farebbe bene ad anticiparla. Ruth, nel frattempo, ha capito che dietro la maschera di Offerman si nasconde in realtà un vecchio nazista. 
1979. Millie Morris consegna Hitler all’ambasciata americana in Uruguay. Si tiene così il processo definito "del secolo"; al tribunale per crimini di guerra di Monaco, il Führer si professa innocente sostenendo di essere stato in villeggiatura nella sua dimora in Argentina e di aver preparato a lungo il ritorno in politica ma, durante il controinterrogatorio, in un impeto di rabbia, finisce col confessare tutti i crimini commessi. Hitler viene perciò condannato al carcere a vita ma, mentre viene portato via dagli agenti, inscena un infarto così da farsi portare in ospedale. L’ambulanza, guidata da un adepto che uccide due agenti e il medico a bordo, cambia strada dopo che dei fiancheggiatori bloccano la strada con un’esplosione e raggiunge il nascondiglio di Eva e Travis, sopravvissuto al colpo in faccia sparato da Joe. Eva è finalmente decisa ad eliminare Hitler per prendere il comando ma Travis le spara chiedendo al Führer di aiutarlo a divenire il suo successore. Mentre si accingono a scappare a bordo di un elicottero, i due vengono fermati da Jonah il quale viene ferito gravemente da Travis. Quest’ultimo si mette in fuga all’arrivo di Joe e degli agenti che arrestano Hitler e gli altri complici. 
Jonah riesce a sopravvivere e in ospedale riceve la visita di Clara che lo ha perdonato.
Tempo dopo. La deputata Liz Handelman telefona a Millie Morris per dirle che le verrà conferita la medaglia d’oro del Congresso per la cattura di Hitler anche se lei non si dà pace per aver ucciso il vescovo Prentz. Clara e Jonah si sposano e dopo non molto Rebecca consegna al ragazzo i tabulati telefonici che attestano che Richter aveva ricevuto una chiamata da Meyer poco prima che Ruth venisse uccisa a dimostrazione che dietro la morte della nonna ci fosse proprio Meyer.